# Кралицкая Библия

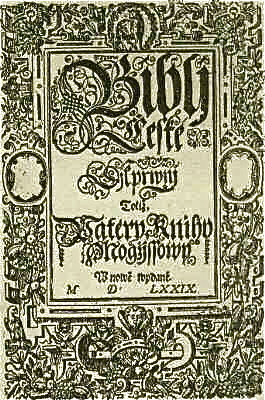
Кралицкая Библия, заглавная страница, первое издание

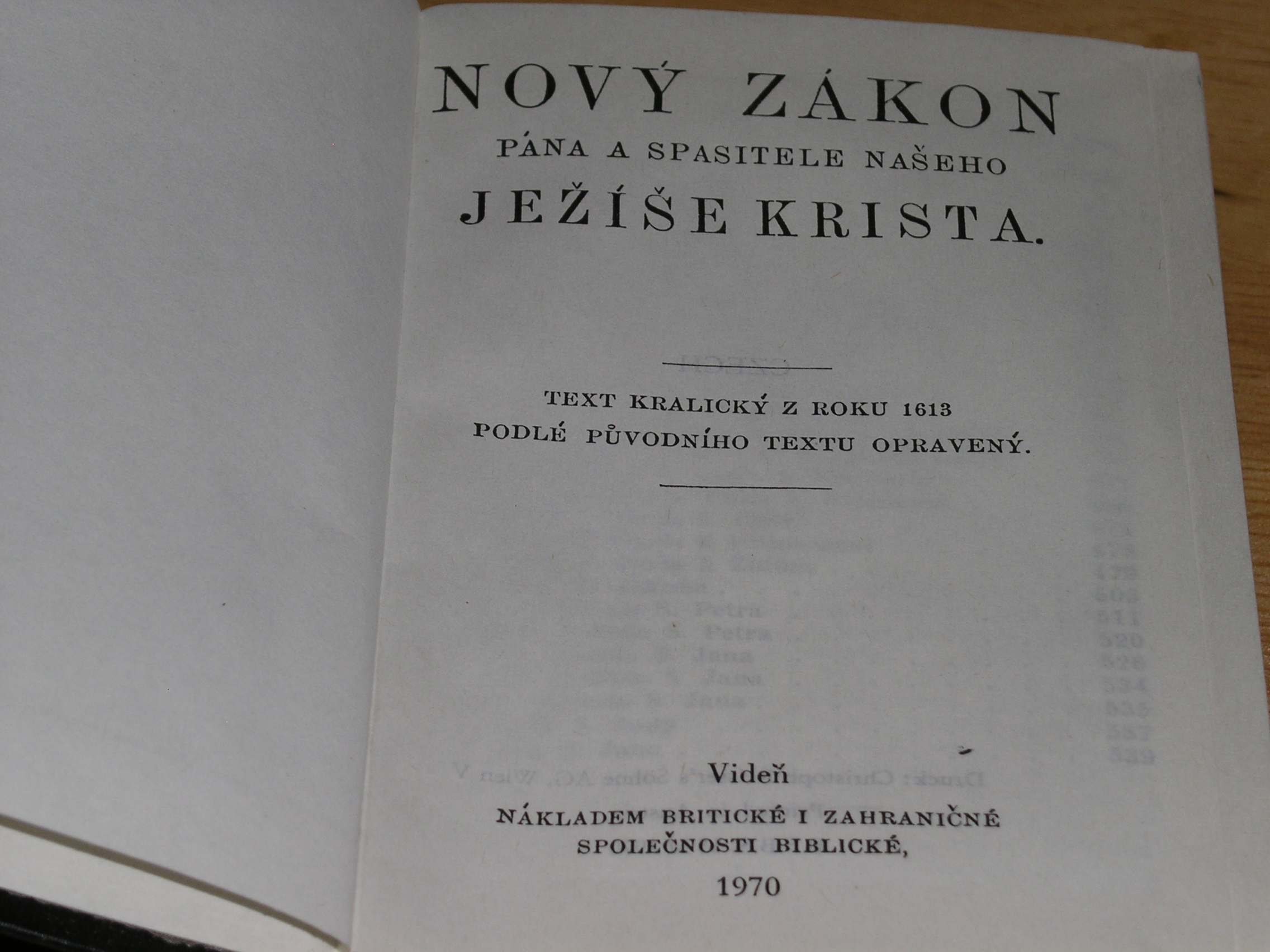
«Новый Завет Господа и Спасителя нашего, Иисуса Христа» на чешском языке, переиздание Кралицкой Библии 1994 года

«Кралицкая Библия» (чеш. Bible kralická) — первый полный перевод Библии на чешский язык, выполненный в протестантском каноне. Выполнен чешскими братьями, отпечатан в городе Кралице-над-Ославоу (отсюда и взято его название) между 1579 и 1593 годами.
Братьев благословил на это дело Ян Благослав, который перевёл с греческого Новый Завет в 1564 году. Библия была издана на счет моравского пана Яна из Жеротина, большого приверженца Братской общины, в шести частях (отчего она называется Šestidilná; 2-е изд. 1596; 3-е изд. 1613). Этот перевод, в котором, кроме Благослава, принимали участие братья Андрей Штефан, Исай Цибулька, Микулаш Альбрехт из Каменка, Юрий Стриц, Ян Капита (Главач), Павел Есен, Ян Еффрейм, Лукаш Геллиц, а в дальнейшем пересмотре Самуил Сушицкий и Адам Фелин.
В первое издание вошли шесть томов, а наиболее популярным стало третье издание 1613 года, которое вышло огромным тиражом и стало наиболее популярным и известным переводом Библии на чешский язык. «Кралицкая Библия» способствовала распространению чешского языка в земле словаков; занесена она туда была гуситами.
В 1994—2009 годах евангельские христиане опубликовали новый перевод под названием «Новая Кралицкая Библия», который был основан не на традиционной Библии. Поэтому перевод также известен как «Библия в переводе XXI века».